# Fort San Andres
Das Fort San Andres ist ein ehemaliges Fort in der trinidadischen Hauptstadt Port of Spain, das heute ein Museum beherbergt.

## Geschichte
Am Anfang des 18. Jahrhunderts stand Trinidad unter spanischer Herrschaft. Hauptstadt war bereits Port of Spain, damals Puerto de los Hispanioles, das aber bis auf eine Schanze aus Faschinen und Erdwerk über keine Befestigungen verfügte. Diese Schanze befand sich etwa in der Mitte des heutigen Independence Square. Ab 1733 wurden Anstrengungen zur Erhöhung der Verteidigungssicherheit Port of Spains unternommen, die den Bau eines Forts mit Namen Fort San Andres vorsahen. In den 1750er-Jahren wurde unter Gouverneur Pedro de la Moneda südlich der alten Schanze das Fort San Andres auf einen damals noch im Meer gelegenen Felsen gebaut, mit dem Festland durch einen hölzernen Damm verbunden. Unter Gouverneur José María Chacón wurde ab 1784 der St. Ann’s River, der damals noch durch das Areal des heutigen Woodford Square und an der Verteidigungsschanze vorbei nach Süden floss, in sein heutiges Bett umgeleitet, ein Bauprozess, der sich bis 1787 hinzog. 1785 ließ er die damals noch sehr rudimentäre Verteidigungsanlage, die aus einem Blockhaus und sechs Kanonen bestand, an ihren heutigen Standort verlegen und dort ausbauen. Nachdem Trinidad 1797 kampflos an die Briten gefallen war, errichteten diese 1803 nordwestlich von Port of Spain auf einem Ausläufer der Northern Range das Fort George, das der primäre Stützpunkt zur Verteidigung Port of Spains zur Seeseite hin wurde. Fort San Andres verfiel daraufhin in Bedeutungslosigkeit.
Im 19. Jahrhundert kam es im Zuge einer zweistufigen Hafenerweiterung zu Landaufschüttungen, die dazu führten, dass Fort San Andres heute auf dem Festland liegt. 1813 wurde ein Signalmast im Inneren des Forts installiert, über den mittels Flaggen und Bällen mit Fort George kommuniziert wurde. Ab 1851 wurden Polizisten im Blockhaus stationiert, später auch Soldaten des West India Regiment. Im 20. Jahrhundert wurde die militärische Nutzung des Forts eingestellt. Es diente danach erst als Hafenmeisterei und später als Standort der Verkehrspolizei. 1995 wurde das Gebäude renoviert und auf den optischen Stand von 1845 gebracht; heute beherbergt es das „Museum of the City of Port of Spain“.

## Aufbau
In den 1750er-Jahren verfügte Fort San Andres über eine 4,5 Meter hohe, halbmondförmige Mauer. Erreichbar war es über eine hölzerne Zugbrücke im westlichen Teil des Forts, an die sich ein 21 Meter langer, neun Meter breiter, ebenfalls hölzerner Damm zum Festland anschloss. Das Fort verfügte damals über elf Kanonen, die auf den Golf von Paria ausgerichtet und als batterie en barbette, als Kette parallel schießender Kanonen, arrangiert waren.
Heute befindet sich auf dem Gelände des ehemaligen Forts ein im frühen 20. Jahrhundert erbautes, zweistöckiges Haus, das das „Museum of the City of Port of Spain“ beherbergt. Aus der Zeit der militärischen Nutzung sind zwei Kanonen sowie eine Mauer auf der ehemaligen Seeseite erhalten geblieben.

## Rezeption
Da das Fort seit Beginn des 20. Jahrhunderts nicht mehr militärisch genutzt wird, auf dem Gelände aber ein zivil genutztes Gebäude errichtet wurde, war Einheimischen bis in die 1990er-Jahre die Geschichte des Areals weitgehend unbekannt. Erst mit der Renovierung des Gebäudes der Verkehrspolizei und der Umwidmung in ein Museum 1995 wurde die Geschichte des Forts den Einwohnern Port of Spains publik gemacht. Im Rahmen der Restaurierungsarbeiten wurden im Inneren des Gebäudes die Grundmauern des alten Forts freigelegt. Mittlerweile wird Fort San Andres regierungsseitig als „historisches Tor zur Stadt“ bezeichnet und genießt einen entsprechenden Stellenwert.